# 雙葉魨
雙葉魨（学名：Dicotylichthys punctulatus）為輻鰭魚綱魨形目四齒魨亞目二齒魨科的其中一種，為熱帶海水魚，分布於西太平洋區澳洲海域，棲息深度可達50公尺，體長可達40公分，棲息在沿岸礁石區，夜行性，通常獨居性，以有硬殼的軟體動物為食，生活習性不明。
其种加词“punctulatus”意为“有斑点的”。